# Alsterån
 Der er for få eller ingen kildehenvisninger i denne artikel, hvilket er et problem. Du kan hjælpe ved at angive troværdige kilder til de påstande, som fremføres i artiklen.

Alsterån er en å i det østlige Småland i Sverige. Alsterån starter som afløb fra søen Alstern (219 moh.) og strømmer mod øst mod Kalmarsund, hvor den munder ud ved Pataholm nær Ålem. Den er 125 km lang (inkl. kildefloden). Afvandingsområdet er ca. 1.600 km². Ved udmundingen er den gennemsnitlige vandmængde ca. 10 m³/s. Den vigtigste biflod er Badebodaån. Langs åen ligger landsbyer som Alsterfors, Alstermo og Alsterbro. 
Ud over Alstern er der mere end 290 vandhuller og søer i Alsteråns afvandingsområde blandt andet Hindsjön, Hultsnäsesjön og især den største sø, Allgunnen (85 moh.).
Alsterån er rig på havvandrende ørred, helt op til Hornsö vandkraftværk som er en definitiv forhindring for fisk. Ingen fisketrappe er endnu bygget.
Alsteråns Vattenråd har ansvaret og miljøkontrollen for Alsteråns elvsystem og søer. 
56°55′13″N 16°26′07″Ø / 56.920341°N 16.435275°Ø